# Recinte murat de Conesa
El Recinte murat és una obra del municipi de Conesa (Conca de Barberà). El poble té part de l'antic recinte del segle XIV amb els portals de Sant Antoni o Reial i el de Santa Maria. El clos és fet de carreus irregulars. Molt malmès per la construcció d'habitatges al voltant del seu perímetre. La seva conservació es deu a la delimitació natural de les rieres de Saladern que en forma de bifurcació envolten la població. És una obra declarada bé cultural d'interès nacional.

## Història

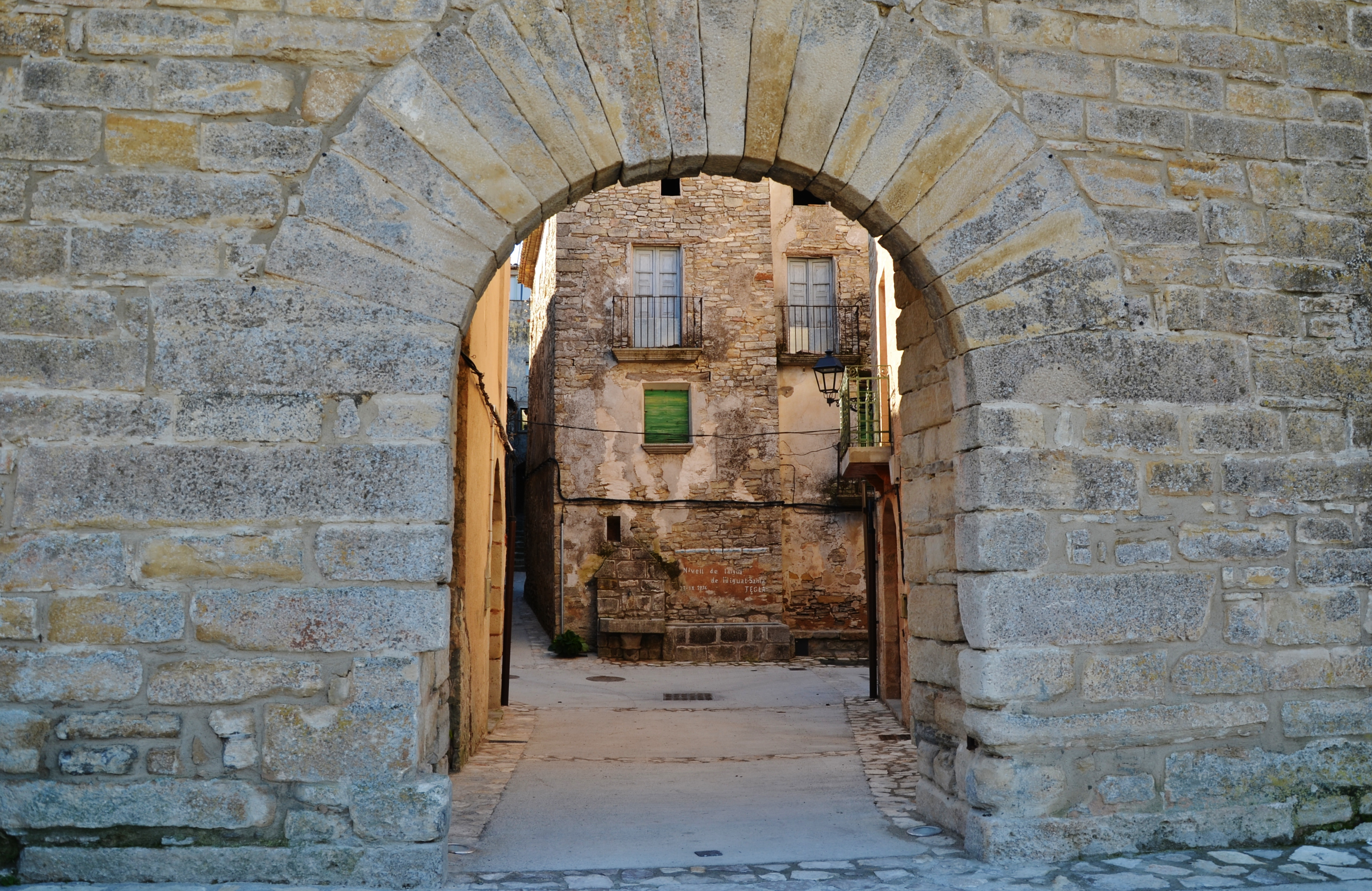
El recinte murat de Conesa

En la història de la vila de Conesa hi ha hagut dos emmurallats. El primer, del qual no en queda rastre, envoltava l'antiga Castlania o Castell, en el punt més alt de la població. L'actual clos pertany al segle xiv, amb la creixent importància de Conesa com a mercat. Tenia vuit torres i en un principi tenia un portal d'entrada, probablement el Reial (datat al segle xii per Miret i Sans i probablement pertanyent al primitiu clos).